# Élections législatives de 1978 dans la Creuse
Les élections législatives françaises de 1978 se déroulent les 12 et 19 mars 1978. Dans le département de la Creuse, deux députés sont à élire dans le cadre de deux circonscriptions.

## Élus
| Circonscription | Député sortant     | Parti | Parti | Député élu ou réélu | Parti | Parti |
| --------------- | ------------------ | ----- | ----- | ------------------- | ----- | ----- |
| 1re             | Guy Beck           |       | PS    | Jean-Claude Pasty   |       | RPR   |
| 2e              | André Chandernagor |       | PS    | André Chandernagor  |       | PS    |

## Résultats

### Résultats à l'échelle du département
| Parti          | Parti                              | Premier tour | Premier tour | Second tour | Second tour | Sièges |
| Parti          | Parti                              | Voix         | %            | Voix        | %           | Sièges |
| -------------- | ---------------------------------- | ------------ | ------------ | ----------- | ----------- | ------ |
|                | Parti socialiste                   | 26 193       | 29,28        | 50 318      | 53,35       | 1      |
|                | Parti communiste français          | 23 732       | 26,53        | Retrait     | Retrait     | 0      |
|                | Union de la gauche                 | 49 925       | 55,80        | 50 318      | 53,35       | 1      |
|                |                                    |              |              |             |             |        |
|                | Rassemblement pour la République   | 32 494       | 36,32        | 44 001      | 46,65       | 1      |
|                | Union pour la démocratie française | 3 383        | 3,78         |             |             | 0      |
|                | Divers droite                      | 525          | 0,59         | 0           |             |        |
|                | Majorité présidentielle            | 36 402       | 40,69        | 44 001      | 46,65       | 1      |
|                |                                    |              |              |             |             |        |
|                | Extrême gauche (LO, LCR)           | 2 378        | 2,66         |             |             | 0      |
|                | Divers gauche                      | 765          | 0,86         | 0           |             |        |
|                |                                    |              |              |             |             |        |
| Inscrits       | Inscrits                           | 114 803      | 100,00       | 114 748     | 100,00      | 2      |
| Abstentions    | Abstentions                        | 23 591       | 20,55        | 18 934      | 16,5        |        |
| Votants        | Votants                            | 91 212       | 79,45        | 95 814      | 83,5        |        |
| Blancs et nuls | Blancs et nuls                     | 1 742        | 1,91         | 1 495       | 1,56        |        |
| Exprimés       | Exprimés                           | 89 470       | 98,09        | 94 319      | 98,44       |        |

### Résultats par circonscription

#### Première circonscription (Guéret)
| Candidat       | Candidat                    | Parti          | Premier tour | Premier tour | Second tour | Second tour |  |
| Candidat       | Candidat                    | Parti          | Voix         | %            | Voix        | %           |  |
| -------------- | --------------------------- | -------------- | ------------ | ------------ | ----------- | ----------- |  |
|                | Jean-Claude Pasty élu       | RPR            | 15 957       | 37,03        | 23 153      | 50,32       |  |
|                | Guy Beck sortant            | PS             | 11 299       | 26,22        | 22 863      | 49,68       |  |
|                | Bernard Triclot             | PCF            | 10 880       | 25,25        | Retrait     | Retrait     |  |
|                | Gérard-Marie de Ficquelmont | UDF (Rad)      | 3 383        | 7,85         |             |             |  |
|                | Jean-Jacques Lacarrère      | LO             | 758          | 1,76         |             |             |  |
|                | Marc Glomot                 | MDD            | 525          | 1,22         |             |             |  |
|                | Patrice Monnot              | LCR            | 291          | 0,68         |             |             |  |
|                |                             |                |              |              |             |             |  |
| Inscrits       | Inscrits                    | Inscrits       | 55 096       | 100,00       | 55 032      | 100,00      |  |
| Abstentions    | Abstentions                 | Abstentions    | 11 155       | 20,25        | 8 335       | 15,15       |  |
| Votants        | Votants                     | Votants        | 43 941       | 79,75        | 46 697      | 84,85       |  |
| Blancs et nuls | Blancs et nuls              | Blancs et nuls | 848          | 1,93         | 681         | 1,46        |  |
| Exprimés       | Exprimés                    | Exprimés       | 43 093       | 98,07        | 46 016      | 98,54       |  |

#### Deuxième circonscription (Aubusson)
| Candidat       | Candidat                         | Parti          | Premier tour | Premier tour | Second tour | Second tour |  |
| Candidat       | Candidat                         | Parti          | Voix         | %            | Voix        | %           |  |
| -------------- | -------------------------------- | -------------- | ------------ | ------------ | ----------- | ----------- |  |
|                | Jean Fargue                      | RPR            | 16 537       | 35,66        | 20 848      | 43,16       |  |
|                | André Chandernagor sortant réélu | PS             | 14 894       | 32,12        | 27 455      | 56,84       |  |
|                | Raymond Labrousse                | PCF            | 12 852       | 27,71        | Retrait     | Retrait     |  |
|                | Catherine Dumon                  | LO             | 1 329        | 2,87         |             |             |  |
|                | Pierre Desrozier                 | Divers gauche  | 765          | 1,65         |             |             |  |
|                |                                  |                |              |              |             |             |  |
| Inscrits       | Inscrits                         | Inscrits       | 59 707       | 100,00       | 59 716      | 100,00      |  |
| Abstentions    | Abstentions                      | Abstentions    | 12 436       | 20,83        | 10 599      | 17,75       |  |
| Votants        | Votants                          | Votants        | 47 271       | 79,17        | 49 117      | 82,25       |  |
| Blancs et nuls | Blancs et nuls                   | Blancs et nuls | 894          | 1,89         | 814         | 1,66        |  |
| Exprimés       | Exprimés                         | Exprimés       | 46 377       | 98,11        | 48 303      | 98,34       |  |